# Doanh trại Kelley

Doanh trại Kelley

Trại Kelley là một doanh trại căn cứ đóng trú của quân đội Mỹ ở Stuttgart-Möhringen của nước Đức. Doanh trại này nằm cách mười dặm về phía đông nam của Stuttgart. Trại Kelley đã được khởi công xây dựng vào năm 1938 và được ghi nhận bởi một sĩ quan quân đội Đức là Hellenen Kaserne.

## Doanh trại của quân Mỹ
Ngay sau khi chiến tranh thế giới thứ II kết thúc, doanh trại được quân đội Mỹ tràn vào chiếm đóng và được đổi tên thành doanh trại Kelley để ghi nhận và tưởng thưởng danh dự của Trung sĩ Jonah E. Kelley (người vùng Keyser, Tây Virginia) thuộc biên chế của Lữ đoàn Bộ binh 311 thuộc Sư đoàn bộ binh 78 của Hoa Kỳ người đã được truy tặng Huân chương Danh dự cho những thành tích đóng góp xảy ra tại Kesternich, Đức 30 và0 ngày 31 tháng 01 năm 1945 trong trận rừng Hurtgen. Năm 1951, Doanh trại Kelley Barracks trở thành nơi cư trú của Trụ sở Quân đoàn VII và tiếp tục là trụ sở của quân đoàn này cho đến khi các đơn vị ngừng hoạt động vào năm 1992. Bắt đầu từ tháng 2 năm 2007, Doanh trại Kelley đã được chỉ định làm trụ sở của nhóm chuyển tiếp của Bộ Tư lệnh Hoa Kỳ ở Phi châu. Nó đã trở thành trụ sở thường trú cho USAFRICOM khi lệnh đã có hiệu lực vào ngày 01 tháng 10 năm 2008.

## Một số hình ảnh

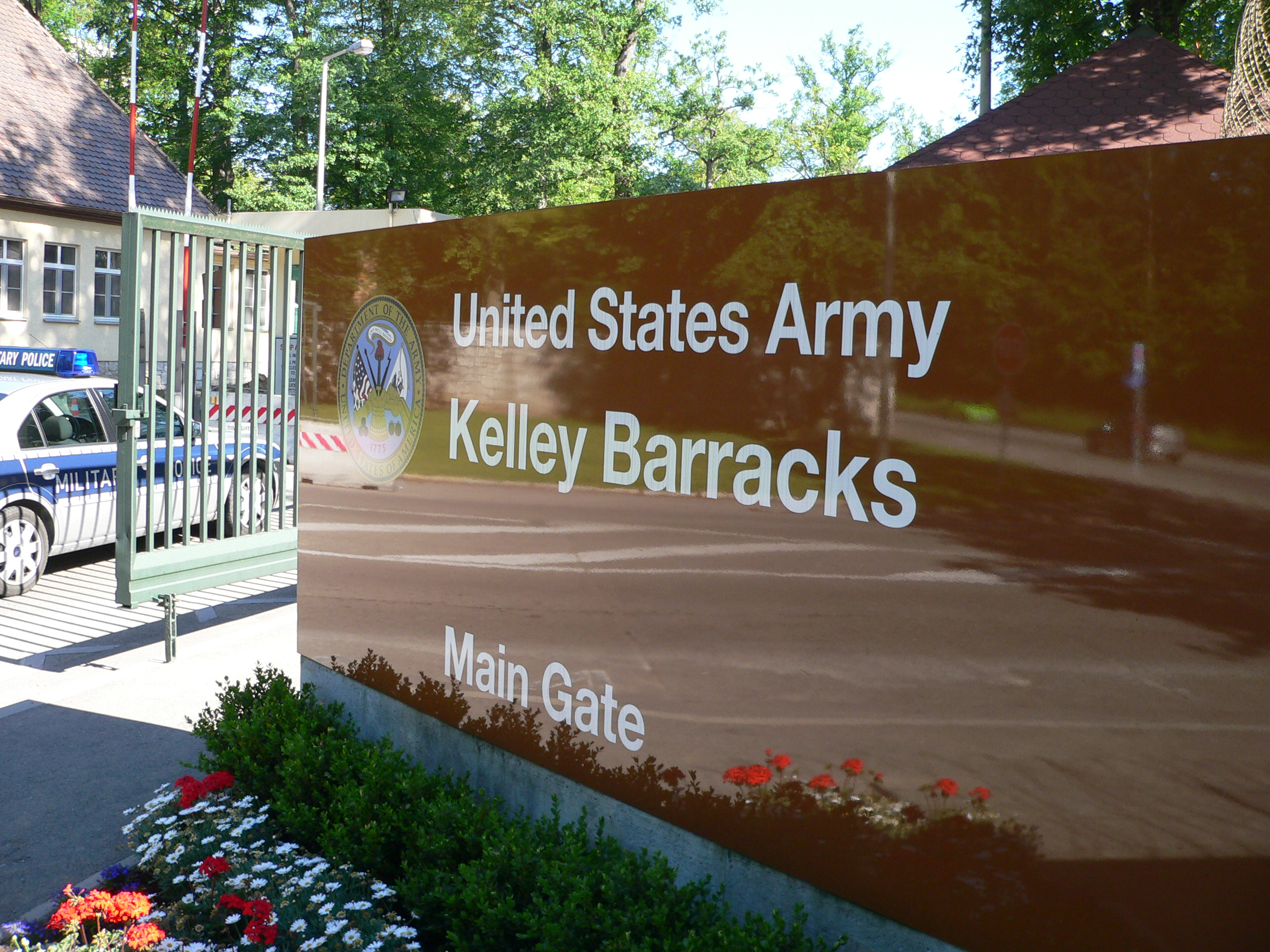
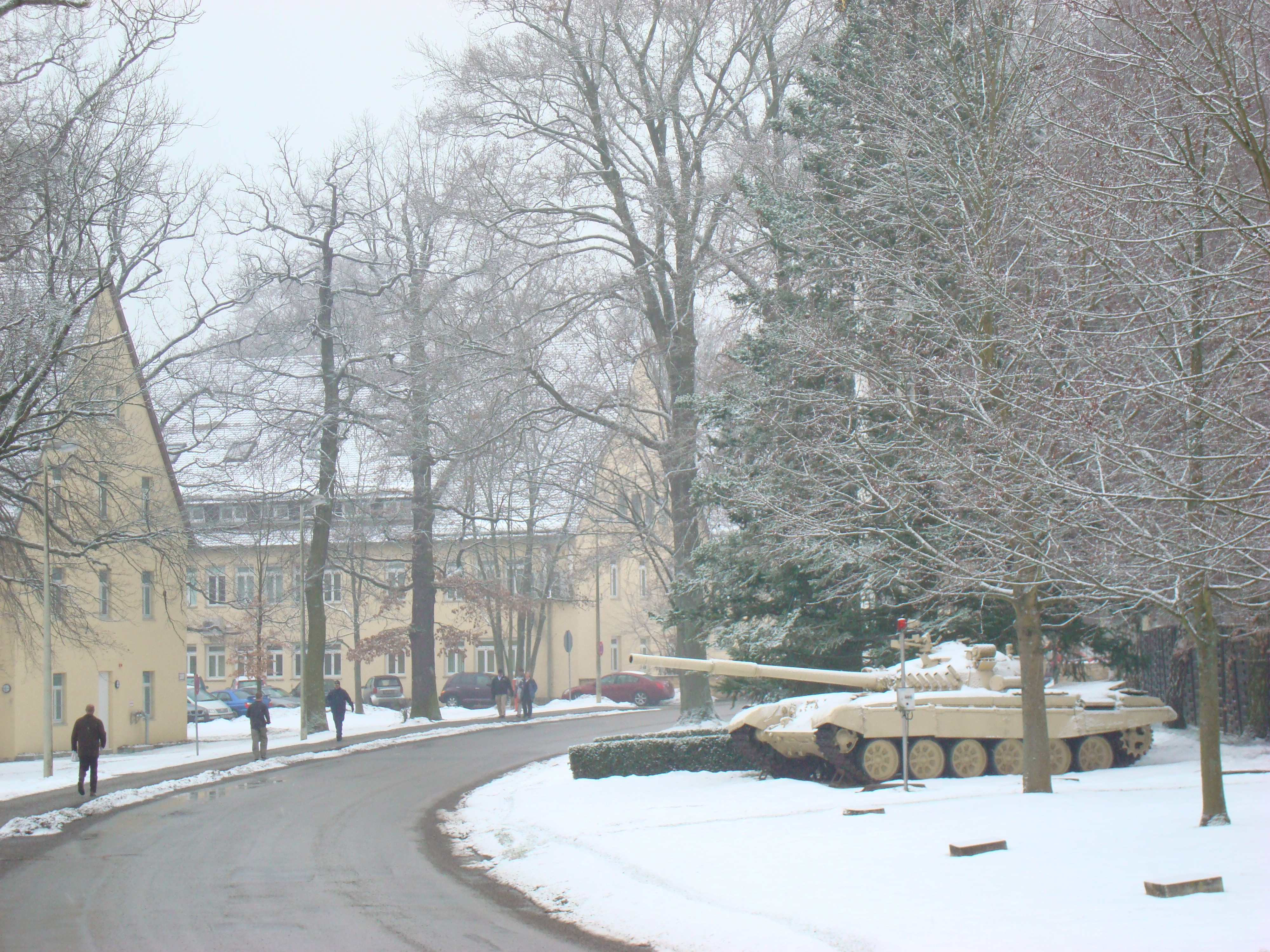
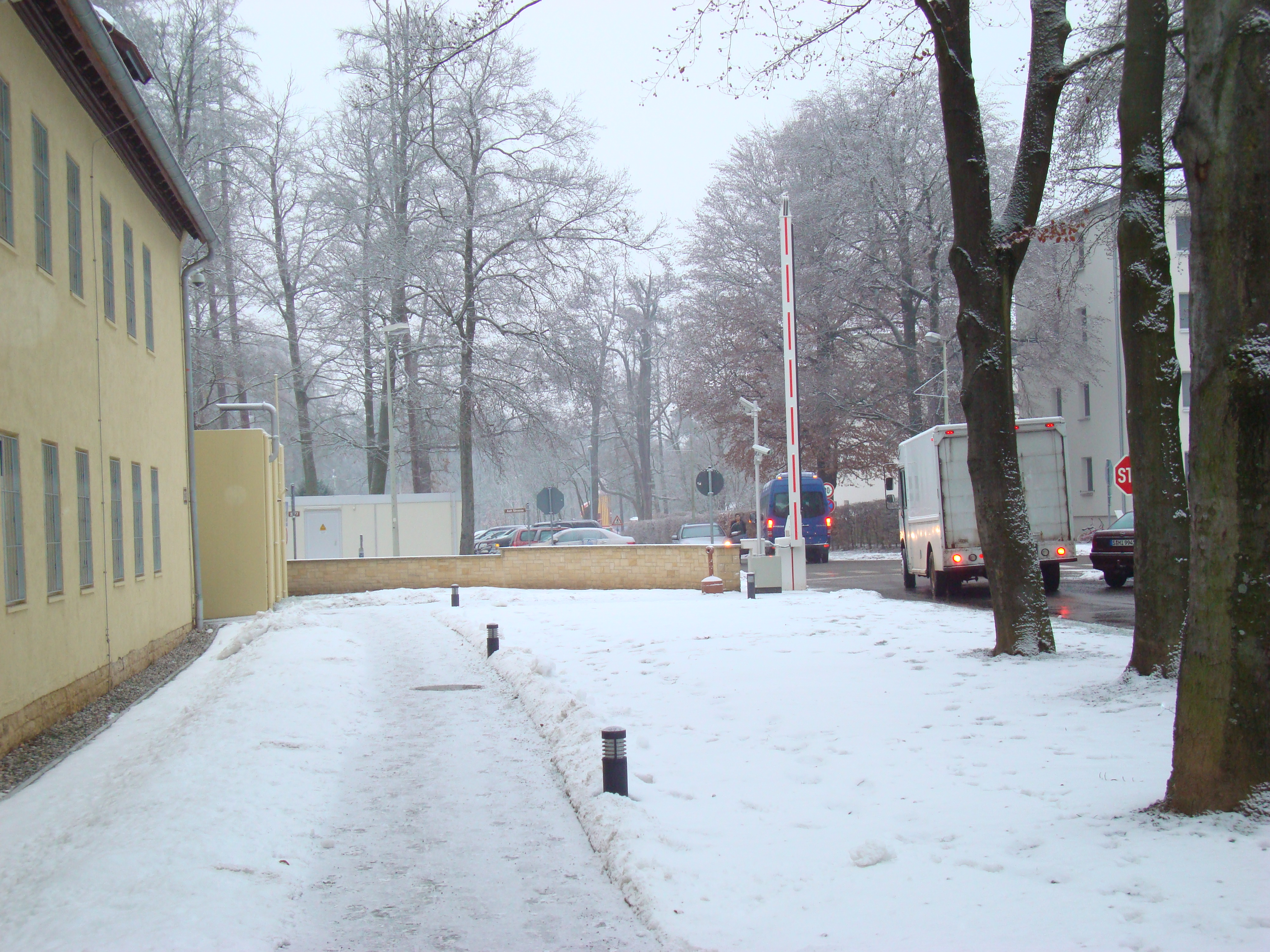